# Dalida (film)
Pour les articles homonymes, voir Dalida (homonymie).
Pour plus de détails, voir Fiche technique et Distribution.
Dalida est un film biographique français écrit, co-produit et réalisé par Lisa Azuelos, sorti en 2016. Il retrace la vie de la chanteuse Dalida.

## Synopsis
En 1967, Dalida se rend à l'hôtel et tente sans succès de se suicider. L'ex-mari Lucien Morisse, son ex-amant Jean Sobieski et son frère Orlando (né Bruno) se pressent à ses côtés pendant sa convalescence. Les trois hommes expliquent les différentes facettes de la personnalité de Dalida. Elle grandit avec amour de la musique grâce à son père violoniste au Caire mais se sentait toujours laide à cause des grandes lunettes qu'elle portait. Elle est découverte à Paris par Lucien Morisse, un programmeur de radio parisien qui finalement, craque pour elle et laisse tomber sa femme pour elle. Dalida est devenue désabusée avec Lucien quand il diffère le mariage et un enfant pour se concentrer sur la construction de sa carrière. Néanmoins, elle l'épouse, mais rapidement, elle commence une liaison avec l'artiste Jean Sobieski. Elle quitte finalement Jean, pour avoir une liaison avec Luigi Tenco, un chanteur capricieux. Luigi se suicide après s'être effondré et être sorti de scène lors d'une compétition musicale à Sanremo en Italie. Dalida trouve son corps et c'est ce que ses amis et sa famille croient qui a contribué à sa dépression nerveuse et à sa tentative de suicide peu de temps après.
Avec l'aide de son frère, Dalida se remet et commence à enregistrer de nouvelles chansons et à trouver de nouvelles amours. Se rendant en Italie pour faire une tournée, elle rencontre un jeune étudiant de vingt-deux ans, Lucio, et les deux se lancent dans une aventure amoureuse. Découvrant qu'elle est enceinte, Dalida décide de ne pas garder l'enfant car elle sent que son amant est trop jeune pour être un père responsable et qu'elle ne veut pas élever un enfant sans père. Elle recourt à un avortement et rompt les liens avec son amant.
Le frère de Dalida, Orlando, commence à gérer sa carrière, provoquant une nouvelle période de succès pour elle. C'est dans cette période que Dalida enregistre deux succès internationaux : Gigi l'amoroso et Il venait d'avoir 18 ans. Lucien Morisse, quant à lui, se suicide dans son appartement.
Dalida est présentée à la personnalité des médias Richard Chanfray et les deux commencent une relation. Dalida se sent en sécurité pour la première fois de sa vie, mais leur relation commence à s'effondrer. Richard tire accidentellement sur le petit ami de sa femme de ménage croyant qu'il est un intrus et Dalida est obligée de payer la famille pour le garder hors de prison. Peu de temps après, Richard se montre jaloux de sa carrière, elle enregistre un album avec lui malgré le fait qu'il est un mauvais chanteur. Dalida croit qu'elle est enceinte, mais alors qu'elle consulte un médecin, elle apprend que son avortement a détruit son utérus et qu'elle a perdu toute chance de tomber enceinte. Lors d'une fête de la Saint-Sylvestre, après que Richard est désagréable avec elle et qu'il se moque publiquement du trouble alimentaire de Dalida, elle finit par rompre avec lui. Quelques années après, il se suicide aussi.
En 1986, Dalida est très applaudie dans le film Le Sixième Jour et revient en Égypte où elle est fêtée par ses habitants. Néanmoins, elle s'installe dans une profonde dépression, sombrant dans un enfermement avec sa boulimie hors de contrôle. Elle se suicide finalement en laissant derrière elle une note expliquant à son public : « La vie m'est insupportable. Pardonnez-moi »,,.

## Fiche technique
Sauf indication contraire, les informations mentionnées dans cette section peuvent être confirmées par la base de données cinématographiques IMDb,  présente dans la section « Liens externes ».
- Titre original : Dalida
- Réalisation : Lisa Azuelos
- Scénario : Lisa Azuelos[1], avec la collaboration d'Orlando[5]
- Musique : Jean-Claude Petit
- Direction artistique : Émile Ghigo
- Costumes : Emmanuelle Youchnovski
- Photographie : Antoine Sanier
- Son : Vincent Goujon
- Montage : Baptiste Druot
- Production : Lisa Azuelos et Julien Madon
- Sociétés de production : Bethsabée Mucho ; Pathé Production, TF1 Films Production et Universal Music (coproductions)
- Sociétés de distribution : Pathé Distribution (France), Athena Films (Belgique), Pathé Films AG (Suisse romande)
- Pays d'origine :  France
- Langues originales : français, italien et quelques dialogues en anglais et arabe
- Format : couleur
- Budget : 15 millions d'euros[6]
- Genres : biographique, drame musical
- Durée : 124 minutes
- Dates de sortie[7],[8],[9] :
  - France : 30 novembre 2016 (première à l'Olympia)[10] ; 11 janvier 2017 (sortie nationale)
  - Belgique, Suisse romande : 11 janvier 2017
  - Québec : 28 avril 2017

## Distribution

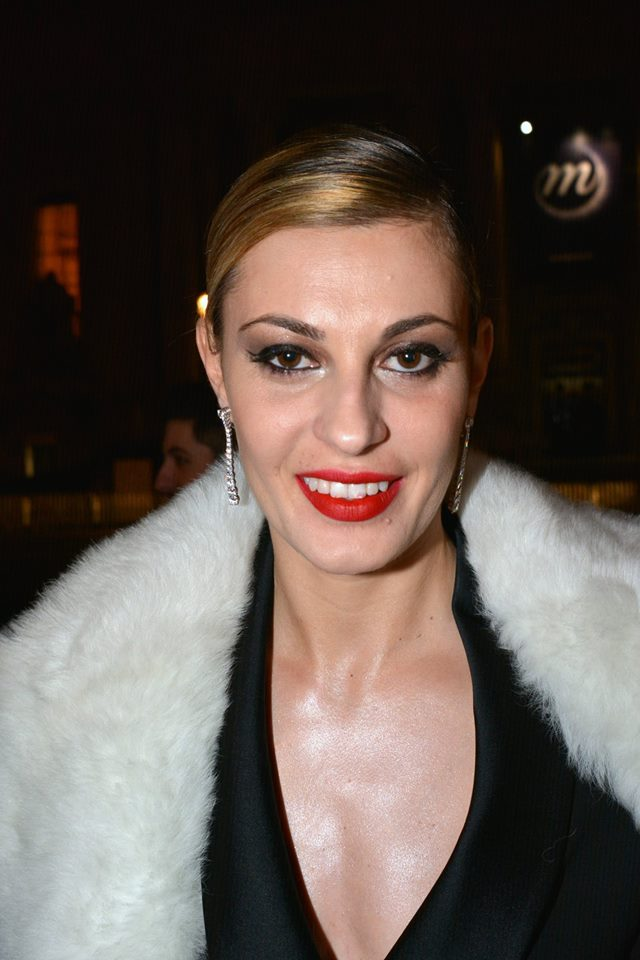
Sveva Alviti qui joue le rôle de Dalida.

- Sveva Alviti : Iolanda Gigliotti, alias « Dalida »
  - Elena Rapisarda (VF : Clara Poincaré) : Dalida, enfant
- Riccardo Scamarcio : Bruno Gigliotti, alias « Orlando »
- Jean-Paul Rouve : Lucien Morisse
- Niels Schneider : Jean Sobieski
- Alessandro Borghi : Luigi Tenco
- Nicolas Duvauchelle : Richard Chanfray
- Patrick Timsit : Bruno Coquatrix
- Vincent Perez : Eddie Barclay
- Michaël Cohen : Arnaud Desjardins
- Brenno Placido (it) : Lucio
- Laurent Bateau : le psychiatre
- Eulalie Elsker : Agathe Aëms
- Nico Max Tedeschi : Gianni Ravera (it), le directeur du Festival de Sanremo 1967 (it)

## Production

### Genèse et développement
En novembre 2014, AlloCiné révèle que la réalisation du film sera assurée par Lisa Azuelos — alors qu'à l'origine, Mabrouk el Mechri était pressenti. Un accord « sur une  production retraçant la vie et la carrière de la chanteuse et actrice » est trouvé entre Orlando, le frère et ancien producteur de Dalida, et Pathé Distribution. Lisa Azuelos est également scénariste du film, dont les écritures remontent en 2011, au côté de Kamir Aïnouz avec qui elle a travaillé pour LOL USA. L'écriture s'est faite en travaillant avec « des dizaines de documentaires, d'émissions, (…) des articles de presse et des livres, [et en rencontrant] des gens qui l'ont bien connu. Orlando, qui est associé au scénario, l'aide beaucoup. Son frère est le gardien du temple : il connaît Dalida comme personne et il a une vraie ambition pour ce film ».

### Attribution des rôles
En février 2011, le rôle principal est proposé à Nadia Farès. Elle n'est finalement pas retenue par Lisa Azuelos qui déclare ensuite préférer une inconnue d'origine italienne. L'actrice et mannequin italienne Sveva Alviti est alors choisie. Azuelos a dit qu'elle ne voulait pas une actrice connue pour incarner Dalida. Jean-Paul Rouve incarnera le directeur des programmes d'Europe n° 1 Lucien Morisse, Patrick Timsit le directeur général de l'Olympia de Paris Bruno Coquatrix et Vincent Perez le producteur Eddie Barclay.

### Tournage
Le tournage devait initialement débuter en 2012, et devait avoir lieu entre la France, l'Italie et l'Égypte, avant d'être repoussé au printemps 2015. Il débute alors le 8 février 2016, en France et se poursuit ensuite en Italie et au Maroc dans le domaine de Beni Amar. Une scène du film avec Niels Schneider a été tournée à Villefranche-sur-Mer sur la plage des Marinières.
L'équipe de 50 minutes inside rend visite à la réalisatrice et aux comédiens pendant le tournage à l'Olympia. Le reportage, diffusé le 26 mars 2016 sur TF1, dévoile les premières images du film.
Le tournage s'achève le 22 avril 2016.

### Musique
La bande originale regroupe principalement les chansons les plus célèbres de la chanteuse, ainsi que des chansons d'époque et des compositions originales de Jean-Claude Petit. Il s'agit d'un double album commercialisé par Universal Music France.
Liste des titres
| 1.  | Un Po' d’amore                                       | Dalida                                                             | 4:17 |
| 2.  | Gyrophare                                            | Jean-Claude Petit                                                  | 0:32 |
| 3.  | L'amour avec Luigi                                   | Jean-Claude Petit                                                  | 1:42 |
| 4.  | Sexy World                                           | Armando Sciascia                                                   | 2:51 |
| 5.  | Aime-moi                                             | Dalida                                                             | 2:48 |
| 6.  | Bambino                                              | Dalida                                                             | 3:33 |
| 7.  | Come Prima                                           | Dalida                                                             | 2:39 |
| 8.  | Méditation (tiré de l'opéra Thaïs de Jules Massenet) | Christer Thorvaldsson, Gothenburg Symphony Orchestra & Neeme Järvi | 4:49 |
| 9.  | L'enfance en Égypte                                  | Jean-Claude Petit                                                  | 2:14 |
| 10. | Écoutez les mandolines                               | Tino Rossi                                                         | 3:14 |
| 11. | Devant la glace                                      | Jean-Claude Petit                                                  | 0:38 |
| 12. | Come Prima                                           | Laurent Perez del Mar                                              | 1:49 |
| 13. | Jarabe tapatío                                       | Laurent Perez del Mar                                              | 0:46 |
| 14. | Por El Amor De Yolanda                               | Laurent Perez del Mar                                              | 3:16 |
| 15. | Le temps des fleurs                                  | Dalida                                                             | 3:58 |
| 16. | Belles ! Belles !                                    | Claude François                                                    | 2:13 |
| 17. | Je me sens vivre                                     | Dalida                                                             | 2:15 |
| 18. | Angela                                               | Luigi Tenco                                                        | 2:44 |
| 19. | Ciao amore, ciao                                     | Luigi Tenco                                                        | 3:04 |
| 20. | Ciao amore, ciao (version française)                 | Dalida                                                             | 3:08 |
| 21. | Bang Bang (version italienne)                        | Dalida                                                             | 3:24 |
| 22. | Le corps de Luigi                                    | Jean-Claude Petit                                                  | 0:50 |
| 23. | Histoire d'un amour                                  | Dalida                                                             | 3:05 |
| 24. | Two Pages                                            | Ulrich Foreman                                                     | 1:15 |
| 25. | The Way to Your Heart                                | Hal David & John Cacavas                                           | 3:01 |
| 26. | Il venait d'avoir 18 ans                             | Dalida                                                             | 2:56 |
| 27. | Dan Dan Dan                                          | Dalida                                                             | 2:46 |

| 1.  | La parenthèse indienne                          | Jean-Claude Petit           | 1:34 |
| 2.  | Je suis malade                                  | Dalida                      | 4:16 |
| 3.  | Avec le temps                                   | Dalida                      | 4:32 |
| 4.  | Gigi L'Amoroso (version française)              | Dalida                      | 7:29 |
| 5.  | Paroles paroles                                 | Dalida & Alain Delon        | 4:05 |
| 6.  | Bésame mucho                                    | Dalida                      | 2:51 |
| 7.  | Et de l'amour de l'amour                        | Dalida & Richard St Germain | 3:03 |
| 8.  | Je suis désolé                                  | Jean-Claude Petit           | 0:32 |
| 9.  | Heaven Must Be Missing                          | Tavares                     | 6:34 |
| 10. | Les barbelés                                    | Jean-Claude Petit           | 0:19 |
| 11. | J'attendrai                                     | Rina Ketty                  | 2:59 |
| 12. | J'attendrai                                     | Dalida                      | 4:12 |
| 13. | Comme disait Mistinguett                        | Dalida                      | 3:06 |
| 14. | Gigi L’Amoroso (versions anglaise et japonaise) | Dalida                      | 1:17 |
| 15. | Gigi in Paradisco                               | Dalida                      | 6:31 |
| 16. | Salma ya salama (version égyptienne)            | Dalida                      | 3:12 |
| 17. | Laissez-moi danser (Monday, Tuesday)            | Dalida                      | 3:48 |
| 18. | La solitude                                     | Jean-Claude Petit           | 1:26 |
| 19. | Youssef Chahine                                 | Jean-Claude Petit           | 1:40 |
| 20. | Dalida thème                                    | Jean-Claude Petit           | 1:53 |
| 21. | Je vais arrêter                                 | Jean-Claude Petit           | 0:36 |
| 22. | Pour ne pas vivre seul                          | Dalida                      | 3:02 |
| 23. | Plan Paradiso                                   | Jean-Claude Petit           | 0:36 |
| 24. | Mourir sur scène                                | Dalida                      | 3:28 |

## Accueil

### Critiques
En France, le film a été assez bien accueilli par les spectateurs. Sur le site Allociné, il reçoit une note d'environ 4/5. La critique a été un peu plus sévère, Allociné propose une note moyenne de 3⁄5 à partir de l'interprétation de critiques provenant de 21 titres de presse.

### Box-office
Lors de sa première semaine d'exploitation française, le film se classe à la deuxième place, juste derrière La Grande Muraille.
| Pays ou région      | Box-office                  | Date d'arrêt du box-office | Nombre de semaines |
| ------------------- | --------------------------- | -------------------------- | ------------------ |
| France              | 770 448 entrées             | 8 mars 2017                | NC                 |
| Allemagne           | 17 930 entrées              | 10 août 2017               | NC                 |
| Suisse              | 10 531 entrées              | 8 mars 2017                | NC                 |
| États-Unis          | 3 465 $                     | 26 août 2017               | NC                 |
| Russie              | 12 060 entrées              | 26 août 2017               | NC                 |
| Grèce               | 80 041 $                    | 26 août 2017               | NC                 |
| Émirats arabes unis | 39 582 $                    | 26 août 2017               | NC                 |
| Inde                | 30 656 $                    | 26 août 2017               | NC                 |
| Roumanie            | 10 911 $                    | 26 août 2017               | NC                 |
| Portugal            | 6 532 $                     | 26 août 2017               | NC                 |
| Colombie            | 6 847 $                     | 26 août 2017               | NC                 |
| Ukraine             | 3 465 $                     | 26 août 2017               | NC                 |
| Mondial             | 239 105 entrées hors France | 8 mars 2017                | NC                 |

Diffusé sur TF1 le 2 août 2020, le film arrive en tête des audiences en France avec 20 % de parts de marché.